# Pinte de lait Guaranteed Pure Milk

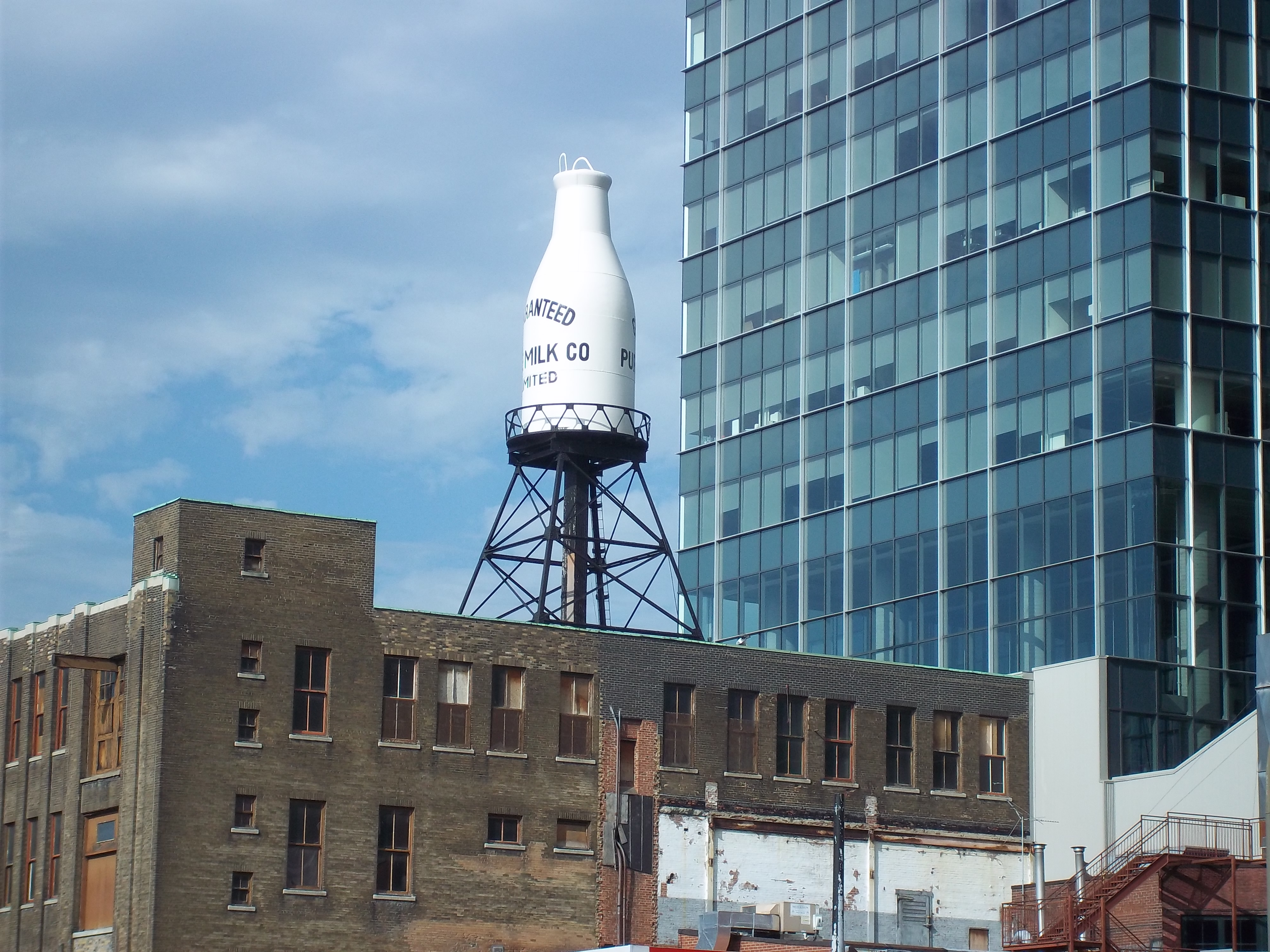

La pinte de lait Guaranteed Pure Milk est un château d'eau, en forme de bouteille de lait, situé au 1025 de la rue Lucien-L'Allier, à Montréal, au Québec. Propriété de l'ancienne laiterie Guaranteed Pure Milk, elle est devenue une icône du paysage montréalais.

## Historique
La pinte de lait géante est installée en 1930 par la laiterie Guaranteed Pure Milk, l'une des premières laiteries de Montréal. D'une hauteur d'environ dix mètres, d'un poids de six tonnes avec une capacité de 250 000 litres, ce monument fait d'acier riveté est construit par la Dominion Bridge (en) de Lachine.
Sous l'initiative d'Héritage Montréal, elle est restaurée en 2009 grâce à des dons totalisant 100 000 dollars, venant pour une bonne part des Producteurs de lait du Québec.